# Оккупация Германского Самоа
Оккупация Германского Самоа (29 августа 1914) — эпизод Первой мировой войны, первое участие новозеландских сил в войне.

## Предыстория
7 августа 1914 года Британское правительство проинформировало доминион Новая Зеландия, что в интересах Империи было бы захватить радиостанцию возле Апиа, которую использовала Германская Восточно-Азиатская крейсерская эскадра. Новая Зеландия претендовала на Германское Самоа со времён Седдона, и Александр Годли в 1913 году обсуждал с британскими военными властями возможность его захвата.

## Ход событий
Отряд численностью 1370 человек отплыл 15 августа. Конвой остановился на Фиджи, чтобы взять там проводников и переводчиков, а также дождаться встречи с линейным крейсером «Австралия», крейсером «Мельбурн» и французским крейсером «Монкальм», так как эскортировавшие конвой крейсера «Филомел», «Пирамус» и «Психе» были не ровней имевшимся в эскадре Шпее броненосным крейсерам «Шарнхорст» и «Гнейзенау». 29 августа новозеландские войска десантировались на Апиа. Сопротивления не было, и оккупация была совершена мирно. Германские броненосные крейсера «Шарнхорст» и «Гнейзенау» появились у Апиа 14 сентября, но отошли без обмена выстрелами.
После эскортирования десанта австралийские корабли отплыли в Порт-Морсби, чтобы отконвоировать транспорт «Кановна» с десантом, предназначенным для высадки в Германской Новой Гвинее.

## Итоги
Оккупационные силы оставались на Самоа до 1920 года, когда по решению Лиги Наций Новая Зеландия получила мандат категории «C» на управление Западным Самоа.